# May Wedderburn Cannan
May Wedderburn Cannan (* 14. Oktober 1893 in Oxford; † 11. Dezember 1973 in Pangbourne) war eine britische Dichterin und Autorin, die hauptsächlich während des Ersten Weltkriegs aktiv war.

## Leben

### Frühes Leben
May Wedderburn Cannan wurde am 14. Oktober 1893 als zweite Tochter des Dekans des Trinity College, Oxford und Leiter der Oxford University Press, Charles Cannan und seiner Frau, Mary Wedderburn, geboren. Sie wurde, zusammen mit ihren zwei Schwestern, in einer kleinen Schule in Oxford, und später im Downe House School unterrichtet. Ihr erstes Gedicht wurde 1908 im The Scotsman veröffentlicht.
1911, mit 18, meldete sie sich freiwillig für das Voluntary Aid Detachment, wo sie als Krankenschwester trainiert wurde. 1913 wurde ihr befohlen, ein eigenes Hospital mit 60 Betten einzurichten. Dies wurde aber nach Beginn des Ersten Weltkriegs fallen gelassen, und Cannan wurde einem Offizier untergeordnet.

### Erster Weltkrieg und Zwischenkriegszeit
Im Frühling 1915 wurde sie nach Rouen, einer normannischen Hafenstadt hinter der Front versetzt. Dies diente als Basis für ihr Gedicht Rouen. Nach einem Monat kehrte sie nach Oxford zurück, wo sie zusammen mit ihren Schwestern der Oxford University Press halfen, da diese wegen des Krieges einen Großteil ihrer Arbeiter verloren hatte.
Im Sommer 1918 arbeitete sie in Frankreich für das MI5. Im Dezember traf sie dort Bevil Quiller-Couch, dem Sohn von Arthur Quiller-Couch. Sie gingen eine Verlobung ein, doch kam eine Heirat nie zustande, da Bevil Quiller-Couch im Februar 1919 an Spanischer Grippe starb. Sie heiratete 1924 Percival J. Slater, mit dem sie nach Staffordshire zog und einen Sohn hatte. In Staffordshire arbeitete sie an der teils fiktiven Autobiografie The Lonely Generation, die 1934 veröffentlicht wurde. Darauf zog sie sich aus der Öffentlichkeit zurück.

### Tod
Sie starb am 11. Dezember 1973 in Pangbourne an einem Herzinfarkt.

## Schriften
Bücher (Auswahl)
- In War Time (Gedichtsammlung). Oxford, Blackwell 1917.
- The Splendid Days (Gedichtsammlung). Oxford, Blackwell, 1919.
- The House of Hope (Gedichtsammlung). London, Milford, 1923.
- The Lonely Generation. Hutchinson, London 1934.
- Grey Ghosts and Voices. Roundwood Press, 1976, ISBN 0-900093-50-1 (postum).
- The Tears of War: The Love Story of a Young Poet and a War Hero. Cavalier Books, 2000, ISBN 1-899470-18-2 (postum).

Gedichte (Auswahl)
- After the War
- August 1914
- Rouen
- The Armistice